# Ten Brielen
Ten Brielen is een dorp in de Belgische provincie Henegouwen. Het is een gehucht van de gemeente Komen-Waasten, een exclave van de provincie die tussen West-Vlaanderen en Frankrijk in ligt. Het gehucht ligt op het grondgebied van de deelgemeente Komen, op de weg van Komen naar Zandvoorde. De expresweg N58 scheidt Ten Brielen van Komen-centrum.

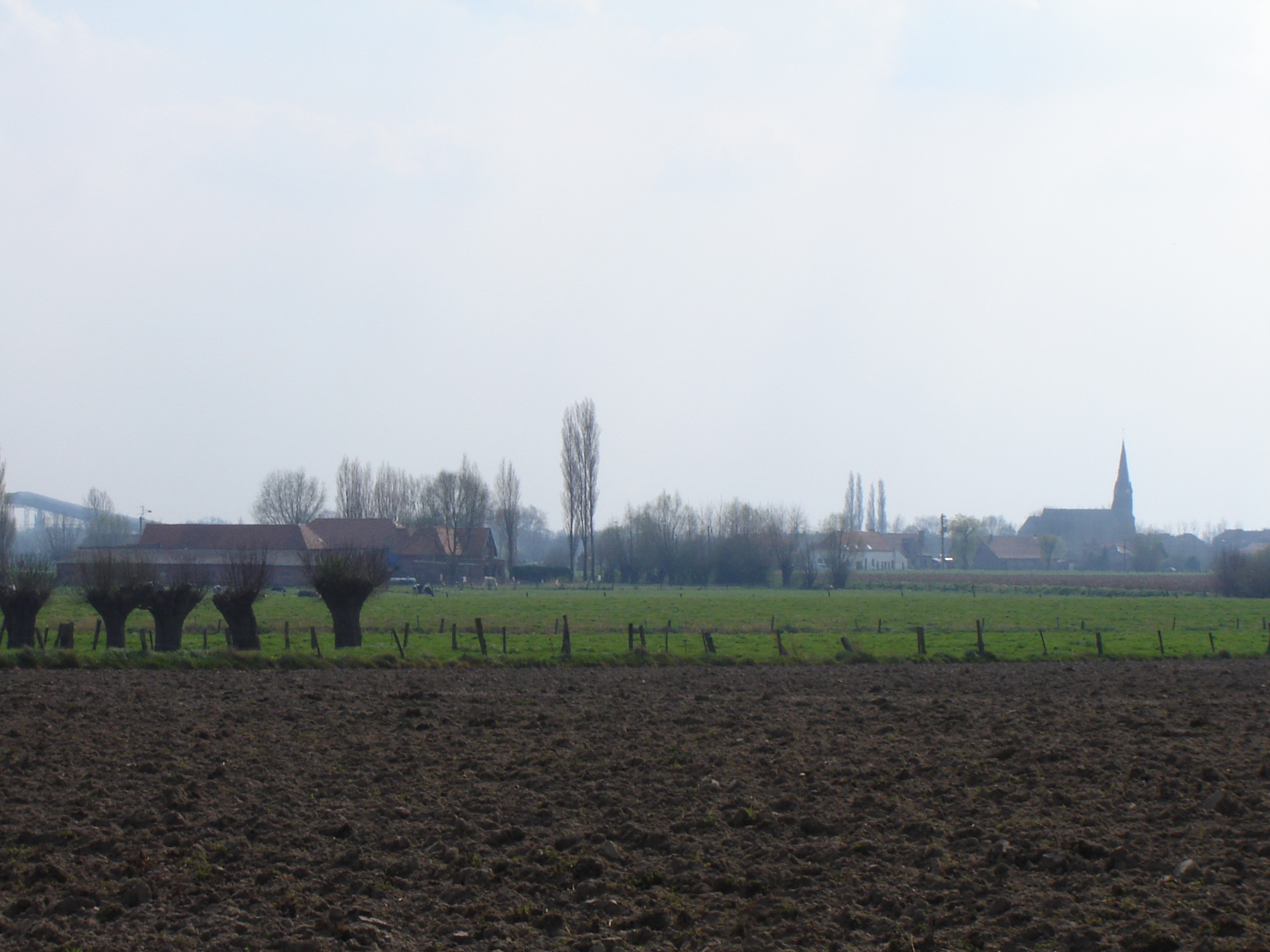
Uitzicht op Ten Brielen, met de Sint-Eligiuskerk en de indoor-skipiste van Komen

## Bezienswaardigheden

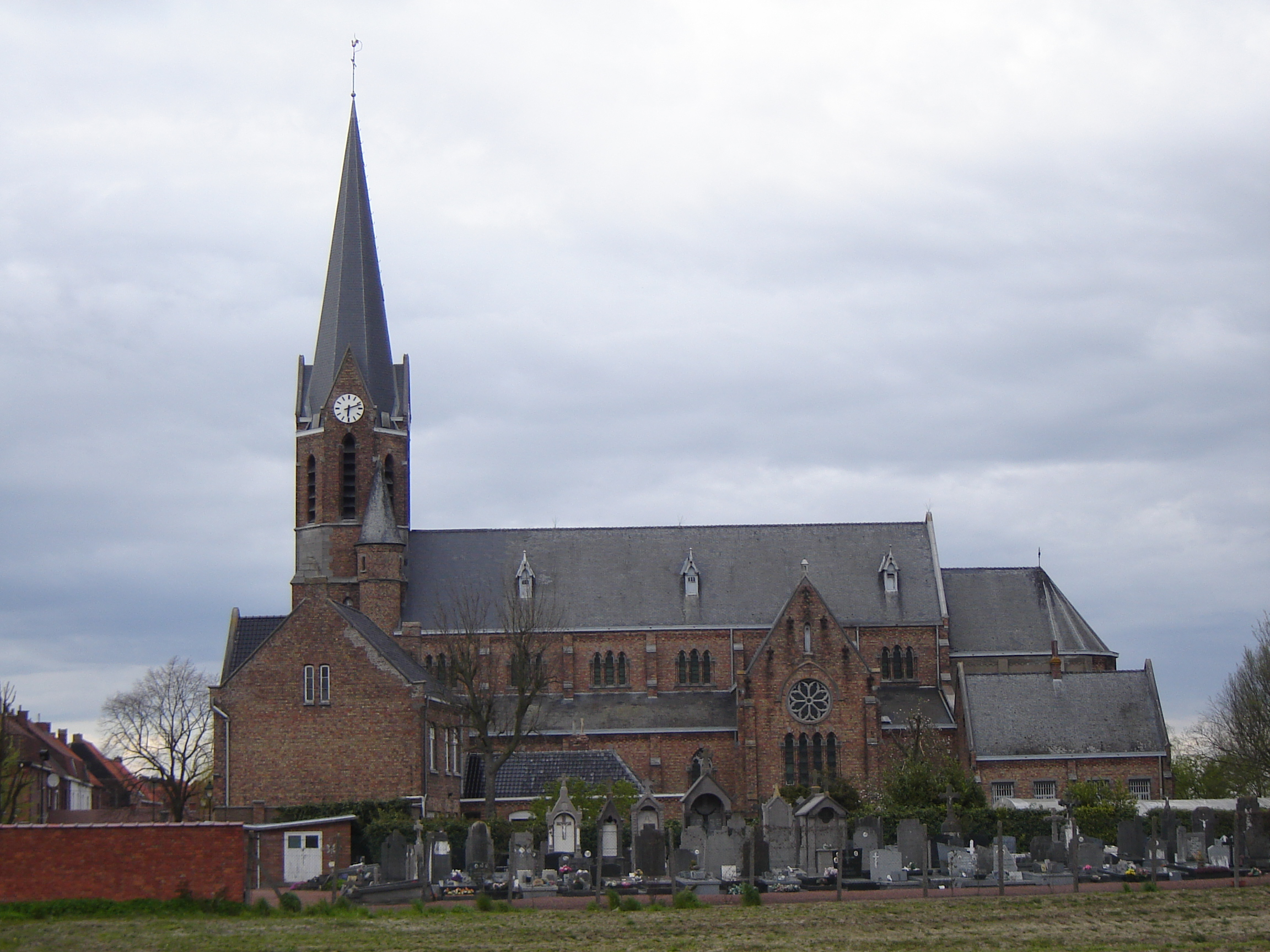
De Sint-Eligiuskerk

- De neogotische bakstenen Sint-Eligiuskerk werd na de Eerste Wereldoorlog in 1922 heropgebouwd naar het plan van de vorige kerk. Die vorige kerk was gebouwd in 1889, maar werd tijdens Wereldoorlog I in 1917 vernield.
- De Soetemolen dateerde oorspronkelijk uit 1920 en verhuisde in de jaren 80 naar zijn huidige locatie. Na brandstichting brandde de molen echter in 1997 volledig af. De molen werd rond 2000-2001 herbouwd.